# EMD GP-Serie

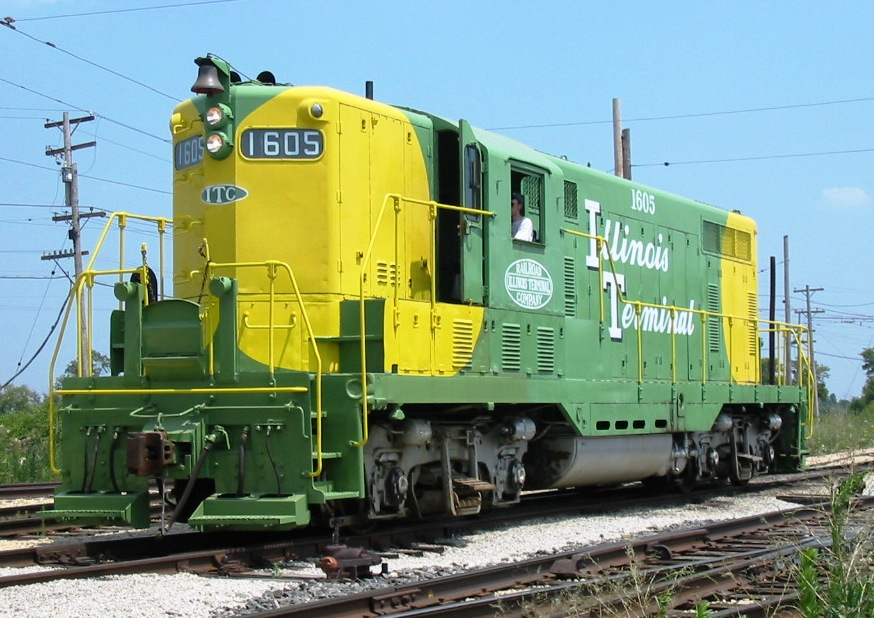
Illinois Terminal Railroad 1605, eine EMD GP7A, heute betriebsfähig im Illinois Railway Museum, Union, Illinois

Als EMD GP-Serie, englisch EMD GP-(General Purpose)-unit oder auch Geeps, wird eine Modellreihe von vierachsigen Diesellokomotiven des US-amerikanischen Lokomotivbauers General Motors Electro-Motive Division (EMD) bezeichnet.

## Entwicklung
Den Maschinen der EMD F-Serie wird nachgesagt, sie hätten das Ende des Dampfzugbetriebes bei den Güterzügen in Nordamerika eingeleitet. Allerdings waren diese Maschinen für den lokalen Güterverkehr mit seinen umfangreichen Rangiermanövern nur bedingt geeignet. Hauptkritikpunkte waren, neben der eingeschränkten Sicht nach hinten, die fehlenden Rangierertritte und die frontseitige Anordnung der Bedienelemente im Führerstand. Jedoch war gerade der Rangierbetrieb mit Dampflokomotiven, bedingt durch lange Standzeiten und häufiges Anfahren, hochgradig unwirtschaftlich.
Aus diesem Grund führte die American Locomotive Company (ALCO), ein Konkurrent von EMD, mit dem Modell RS-1 eine Lokomotivbaureihe ein, die sowohl im Strecken- als auch im Rangierbetrieb eingesetzt werden konnte. Diese Baureihe basierte auf der erfolgreichen Rangierlokomotive ALCO S-2. Das Untergestell wurde gestreckt, um unter einem kleinen Vorbau auf Kundenwunsch eine Zugheizung unterzubringen. Hierdurch war auch ein Einsatz im Personenverkehr möglich.
Diese neuartige Lokomotivbauform wurde als road-switcher, deutsch streckentaugliche Rangierlok, bezeichnet. EMD sah sich gezwungen, nachzuziehen. Ein erster Versuch, die mechanische Ausrüstung der EMD F3 in einem anderen Lokkasten zu verwenden, konnte im Betrieb nicht befriedigen. Trotz dieser Mängel wurden von April 1948 bis Mai 1949 58 Fahrzeuge der Gattung BL-2 für 10 verschiedene Bahngesellschaften gebaut. Die Typbezeichnung BL leitet sich aus der englischen Bezeichnung branch line, deutsch Nebenbahn ab.
Erst im Jahr 1949 stand mit der GP7 ein zu den Alco-Modellen konkurrenzfähiges Produkt auf den Schienen.

## Konstruktion

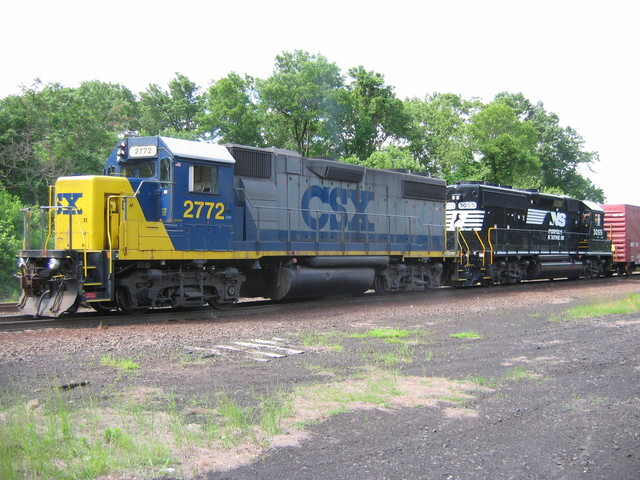
CSX 2772, eine EMD GP38-2

Wie bei der Vorgängerbaureihe wurde für die GP7 die mechanische Ausrüstung der Baureihe F7 genommen. Bei der Konstruktion des Gehäuses ging man jedoch andere Wege. Waren die Maschinen der E- und F-Serie noch mit selbsttragenden Karosserien ausgerüstet, so erhielten die Geeps, wie man die neue Baureihe schnell nannte, wartungsfreundlichere Hauben. Diese Bauform wurde bis dahin vor allem bei Rangierlokomotiven verwendet. Die GP7 erhielt jedoch eine Getriebeübersetzung für höhere Geschwindigkeiten. Somit konnten die Maschinen auch im Streckendienst eingesetzt werden.
Die mechanische Ausrüstung, wie Motor, Generator und Hilfseinrichtungen, waren im langen Haubenteil hinter dem Führerstand untergebracht. Analog zu den Alcotypen konnte im kurzen Haubenteil vor dem Führerstand ein Dampferzeuger für die Zugheizung untergebracht werden. Damit waren die Maschinen im Personenzugdienst einsetzbar. Diese Einrichtung war jedoch nicht bei allen Maschinen installiert.
Ebenso konnte auf Kundenwunsch eine dynamische Bremse installiert werden. Die Maschinen, welche diese Ausrüstung besaßen, konnten leicht an den zusätzlichen Lüftern in der Mitte der langen Haube erkannt werden.
Durch diese Ausrüstungsmöglichkeiten waren die Maschinen universell einsetzbar. Hieraus leitete sich die Bezeichnung GP für general purpose, dt. Allzweck, ab.
Die ersten Maschinen waren mit der schon in der E- und F-Serie verwendeten Motorenbaureihe EMD 567 ausgerüstet. Später fand die Nachfolgebaureihe EMD 645 Verwendung. Alle Maschinen waren mit zwei zweiachsigen Drehgestellen der Bauform Bo' Bo' ausgerüstet. Alle vier Achsen waren angetrieben.

## Baureihen (nach Nummerierung)
| Typ    | Baujahr   | Stückzahl    | Leistung            | Motor         | Bemerkung                        |
| ------ | --------- | ------------ | ------------------- | ------------- | -------------------------------- |
| GP7    | 1949–1954 | 2.729        | 1.500 hp = 1.100 kW | EMD 16-567B   |                                  |
| GP9    | 1954–1963 | 4.277        | 1.750 hp = 1.300 kW | EMD 16-567C   |                                  |
| GP18   | 1959–1963 | 405          | 1.800 hp = 1.320 kW | EMD 16-567D1  |                                  |
| GP20   | 1959–1962 | 260          | 2.000 hp = 1.470 kW | EMD 16-567D2  | 66 Einheiten mit EMD 567C (mod.) |
| GP30   | 1961–1963 | 948          | 2.250 hp = 1.650 kW | EMD 16-567D3  |                                  |
| GP28   | 1964–1965 | 31           | 1.800 hp = 1.320 kW | EMD 16-567D1  |                                  |
| GP38   | 1966–1971 | 706          | 2.000 hp = 1.470 kW | EMD 16-645E   |                                  |
| GP39   | 1969–1970 | 23           | 2.300 hp = 1.690 kW | EMD 12-645E3  |                                  |
| GP38-2 | 1972–1986 | 2.219 /2.222 | 2.000 hp = 1.500 kW | EMD 645E3     |                                  |
| GP39-2 | 1974–1984 | 239          | 2.300 hp = 1.690 kW | EMD 12-645E3  |                                  |
| GP39X  | 1980      | 6            | 2.600 hp = 1.910 kW | EMD 12-645E3  |                                  |
| GP40   | 1965–1971 | 1.221        | 3.000 hp = 2.200 kW | EMD 16-645E3  |                                  |
| GP40-2 | 1972–1986 | 903          | 3.000 hp = 2.200 kW | EMD 16-645E3  |                                  |
| GP49   | 1983–1985 | 9            | 3.000 hp = 2.060 kW | EMD 12-645F3B |                                  |
| GP50   | 1980–1985 | 278          | 3.500 hp = 2.570 kW | EMD 16-645F3B |                                  |
| GP59   | 1985–1989 | 36           | 3.000 hp = 2.200 kW | EMD 12-710G3A |                                  |
| GP60   | 1985–1994 | 317          | 3.000 hp = 2.790 kW | EMD 16-710G3  |                                  |